# Shlomo Shpiro
Shlomo J. Shpiro (* 1966; hebräisch שלמה שפירא) ist ein israelischer Politologe und Autor. Er ist Professor an der Bar-Ilan-Universität in Tel Aviv.

## Leben und Wirken
Shlomo Shpiro studierte an der Hebräischen Universität Jerusalem, wo er 1992 einen Bachelor of Arts machte, der University of Salford, wo er 1994 mit einem Master of Arts abschloss, in Oslo und an der University of Birmingham. Dort wurde er 1998 promoviert. Als Postdoktorand war er in Bonn und Köln tätig und spricht fließend Deutsch. Seit 1998 lehrte er Kommunikationswissenschaften und Politikwissenschaft an der Bar-Ilan-Universität in Tel Aviv. Dort ist er Inhaber des Paterson-Lehrstuhls für Sicherheit und Nachrichtendienste (Security and Intelligence) und war bis 2017 Leiter des Departments für politische Studien.
Seine Forschungsthemen sind Nachrichtendienste in Israel und Europa, die Beziehungen zwischen den Massenmedien und der Welt der Sicherheitsdienste sowie die NATO. Er tritt wiederholt als Experte in deutschen Medien auf. Hier äußerte er sich insbesondere zu Fragen der Terrorismusbekämpfung, und dies sowohl in Bezug auf historische Themen wie den palästinensischen Terrorismus der 1970er Jahre, zum Beispiel das Massaker von München 1972, und die Reaktionen Israels darauf als auch zum islamistisch motivierten Terrorismus des 21. Jahrhunderts inklusive tagesaktueller Ereignisse, so im Dezember 2016 zu dem Anschlag auf den Berliner Weihnachtsmarkt an der Gedächtniskirche, welchen er nach eigenen Angaben kurz vorher besucht hatte. Er ist als Fellow des European Leadership Network (ELNET) aktiv.

## Schriften
- Shlomo Shpiro: Guarding the guards: parliamentary control of the intelligence services in Germany and Britain. Konrad-Adenauer-Stiftung, Sankt Augustin 1997, ISBN 3-931575-43-8.
- Shlomo J. Shpiro: German-Israeli intelligence and security co-operation 1956-1992. 1998, OCLC 911151730 (Dissertation, University of Birmingham).
- Shlomo Shpiro: Blinding the Bear: Israeli Double Agents and Russian Intelligence. International Journal of Intelligence and CounterIntelligence, Bd. 36, 1, 2023 (doi.org/10.1080/08850607.2022.2108282).
- Magen Amichai, Shpiro Shlomo: Towards Comprehensive Security in the Middle East: Lessons from the European Experience in Justice and Home Affairs Cooperation. Tel-Aviv University Steinmetz Center, Tel-Aviv 2003, ISBN 965-7001-26-9.
- Peter Gill, Stuart Farson, Mark Phythian, Shlomo Shpiro (Hrsg.): Handbook of Global Security and Intelligence – Vol. 1: The Americas and Asia. Praeger, New York 2008, ISBN 978-0-275-99206-4.
- Peter Gill, Stuart Farson, Mark Phythian, Shlomo Shpiro (Hrsg.): Handbook of Global Security and Intelligence - Vol. 2: Europe, the Middle East and South Africa. Praeger, New York 2008, ISBN 978-0-275-99206-4.